# Schausia dambuza
Schausia dambuza är en fjärilsart som beskrevs av Sergius G. Kiriakoff 1975. Schausia dambuza ingår i släktet Schausia och familjen nattflyn. Inga underarter finns listade.